# Illice opulentana
Illice opulentana är en fjärilsart som beskrevs av Walker 1864. Illice opulentana ingår i släktet Illice och familjen björnspinnare. Inga underarter finns listade i Catalogue of Life.